# Emmetten
Emmetten és un municipi del cantó de Nidwalden (Suïssa).